# Frederick Lindsay
Frederick Lindsay   (Delhi, 11 de gener de 1914 - 6 d'abril de 2011) va ser un jugador d'hoquei sobre herba britànic que va competir durant les dècades de 1930 i 1940.
Nascut a Delhi, al Raj Britànic, on el seu pare treballava d'enginyer civil per al govern indi, va estudiar al St Joseph's College de Darjeeling. El 1933 anà a viure a Anglaterra, on es va allistar al King's Royal Rifle Corps. El 1937 ingressà al Royal Military College de Sandhurst, on va començar a jugar a hoquei.
Durant la Segona Guerra Mundial va servir al nord d'Àfrica, sent guardonat amb la Creu Militar i l'Orde del Servei Distingit. Després va participar en la invasió aliada de Sicília el juliol de 1943.
El 1948 va prendre part en els Jocs Olímpics de Londres, on va guanyar la medalla de plata com a membre de l'equip britànic en la competició d'hoquei sobre herba.
El 1950 va tornar a l'Índia fins a retirar-se de l'exèrcit el 1959.